# Vendée Globe
Vendée Globe – regaty solo, dookoła Ziemi trasą z zachodu na wschód, bez zawijania do portu i bez pomocy z zewnątrz. Są one jednymi z najtrudniejszych we współczesnym żeglarstwie.
Aktualnym rekordzistą trasy regat jest Francuz François Gabart z czasem 78 dni 2 godzin 18 minut i 40 sekund. W niedzielę 27 stycznia 2013 o godzinie 15:18:40 czasu CET przekroczył linię mety po przepłynięciu 28 646 mil morskich przy średniej prędkości 15,3 w.

## Historia i trasa

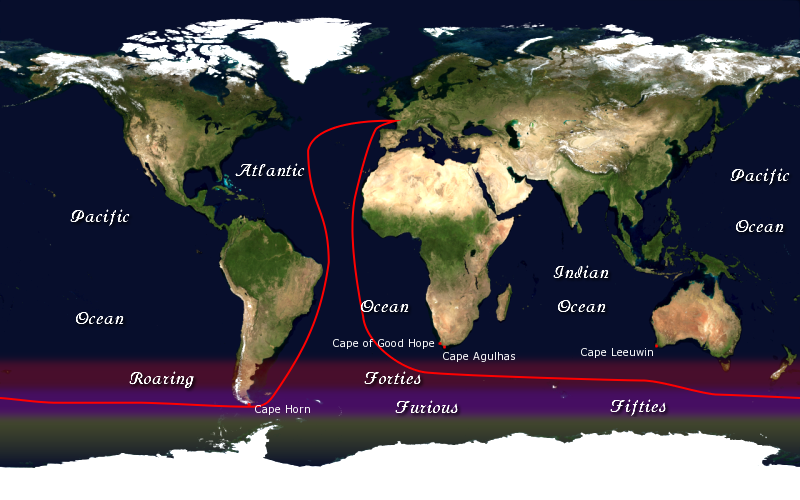
Trasa regat Vendée Globe

Regaty Vendée Globe odbywają się co cztery lata. Są wyścigiem żeglarskim w tradycyjnym stylu. Start i meta regat znajduje się we Francji w Les Sables-d’Olonne (departament Vendée). Uczestnicy mają do pokonania ok. 30 tys. mil morskich, nie mogą zawijać do portów i nie mogą być wspierani przez ekipy pozostające na lądzie. Skiperzy jachtów są całkowicie zdani na swe umiejętności żeglarskie. Pierwszą edycję przeprowadzono na przełomie 1989/90 roku.
10 listopada 2012 r. na Oceanie Atlantyckim w okolicy francuskiego portu Les Sables d’Olonne miał miejsce start 7. edycji regat Vendee Globe. Pierwszy raz w historii regat brał udział Polak Zbigniew Gutkowski na jachcie „Energa”, który jednak zmuszony był wycofać się z dalszego udziału w 11 dobie rejsu (21 listopada 2012) na skutek wadliwie działającego autopilota.

### Zwycięzcy Vendée Globe
| Edycja | Rok     | Skiper            | Bandera | Jacht                   | Czas                            |
| ------ | ------- | ----------------- | ------- | ----------------------- | ------------------------------- |
| I      | 1989/90 | Titouan Lamazou   | FRA     | Ecureuil d'Aquitaine II | 109d 08h 48m 50s                |
| II     | 1992/93 | Alain Gautier     | FRA     | Bagages Superior        | 110d 02h 22m 35s                |
| III    | 1996/97 | Christophe Auguin | FRA     | Geodis                  | 105d 20h 31m 00s                |
| IV     | 2000/01 | Michel Desjoyeaux | FRA     | PRB                     | 093d 03h 57m 32s                |
| V      | 2004/05 | Vincent Riou      | FRA     | PRB                     | 087d 10h 47m 00s                |
| VI     | 2008/09 | Michel Desjoyeaux | FRA     | Foncia                  | 084d 03h 09m 08s                |
| VII    | 2012/13 | François Gabart   | FRA     | Macif                   | 78d 02h 18m 00s (rekord świata) |

### Edycje Vendée Globe

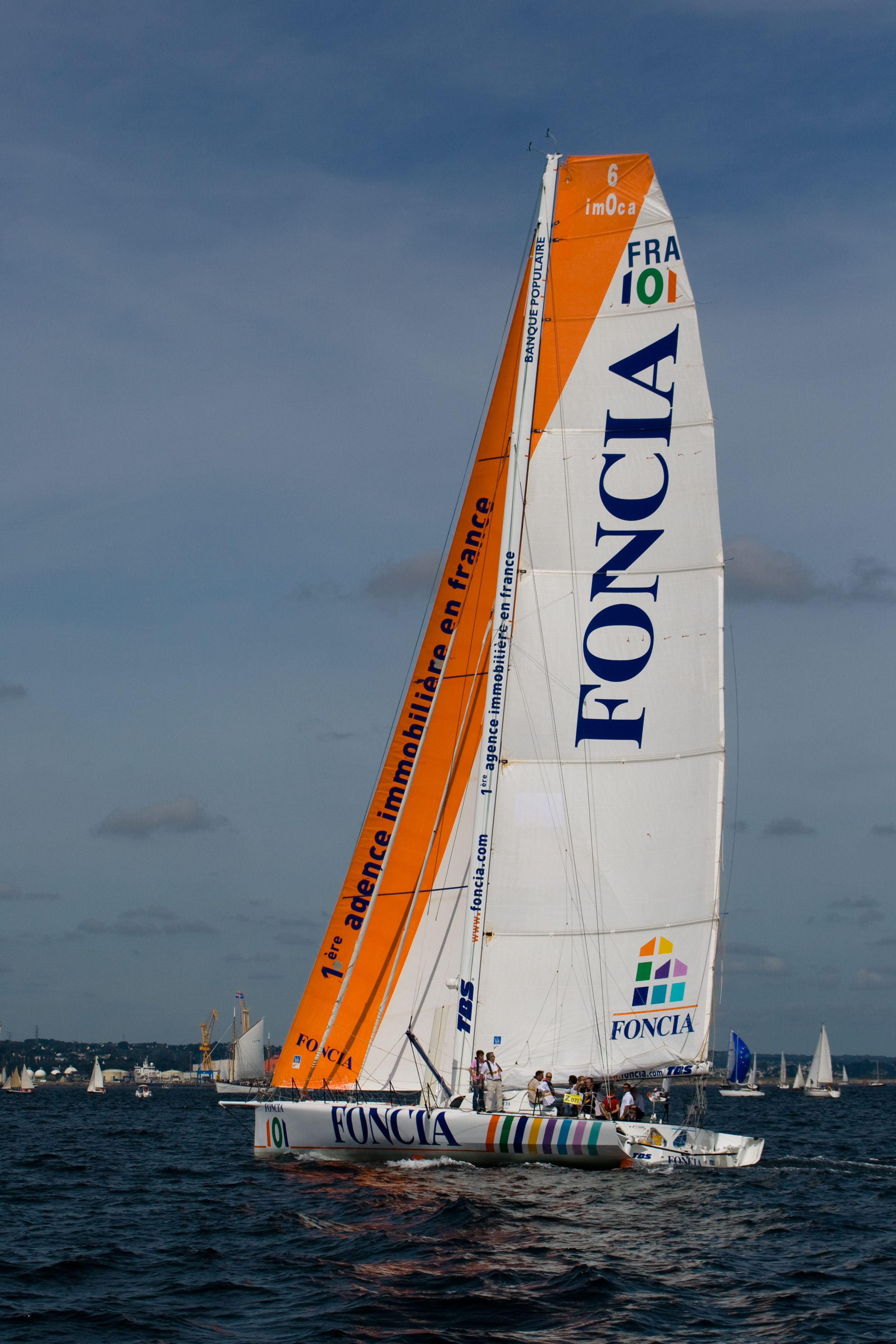
Jacht Foncia (FRA 101) Michela Desjoyeauxa zwycięzcy Vendée Globe 2008/2009

Wynik (rezultaty) poszczególnych edycji regat:

#### Vendée Globe 1989/1990
- Start: 26 grudnia 1989
- Uczestnicy: 13 jachtów, 7 ukończyło
- Meta: 15 marca 1990 (pierwszy na mecie)

| #   | Skiper                 | Jacht                   | Bandera | Czas                            |
| --- | ---------------------- | ----------------------- | ------- | ------------------------------- |
| 1   | Titouan Lamazou        | Ecureuil d'Aquitaine II | FRA     | 109d 08h 48m 50s                |
| 2   | Loïck Peyron           | Lada Poch               | FRA     | 110d 01h 18m 06s                |
| 3   | Jean-Luc Van den Heede | 36.15 MET               | FRA     | 112d 01h 14m 00s                |
| 4   | Philippe Jeantot       | Crédit Agricole IV      | FRA     | 113d 23h 47m 47s                |
| 5   | Pierre Follenfant      | TBS-Charente Maritime   | FRA     | 114d 21h 09m 06s                |
| 6   | Alain Gautier          | Generali Concorde       | FRA     | 132d 13h 01m 48s                |
| 7   | Jean-François Coste    | Cacharel                | FRA     | 163d 01h 19m 20s                |
| DNF | Patrice Carpentier     | Le Nouvel Observateur   | FRA     | awaria autopilota (Falklandy)   |
| DNF | Mike Plant             | Duracell                | USA     | otrzymuje pomoc (Nowa Zelandia) |
| DNF | Bertie Reed            | Grinaker                | RSA     | uszkodzony ster                 |
| DNF | Jean-Yves Terlain      | UAP                     | FRA     | pozbawiony masztu               |
| DNF | Philippe Poupon        | Fleury Michon X         | FRA     | wywrotka                        |
| DNF | Guy Bernardin          | O-Kay                   | USA     | ból zęba                        |

#### Vendée Globe 1992/1993
- Start: 22 grudnia 1992
- Uczestnicy: 15 jachtów, 7 ukończyło
- Meta: 12 marca 1993, godz. 1624 (pierwszy na mecie)

| #   | Skiper                 | Jacht                     | Bandera | Czas                                             |
| --- | ---------------------- | ------------------------- | ------- | ------------------------------------------------ |
| 1   | Alain Gautier          | Bagages Superior          | FRA     | 110d 02h 22m 35s                                 |
| 2   | Jean-Luc van den Heede | Groupe Sofap-Helvim       | FRA     | 116d 15h 01m 11s                                 |
| 3   | Philippe Poupon        | Fleury-Michon X           | FRA     | 117d 03h 34m 24s                                 |
| 4   | Yves Parlier           | Cacolac d'Aquitaine       | FRA     | 125d 02h 42m 24s                                 |
| 5   | Nándor Fa              | K&H Banque Matav          | HUN     | 128d 16h 05m 04s                                 |
| 6   | José Luis de Ugarte    | Euskadi Europ 93 BBK      | ESP     | 134d 05h 04m 00s                                 |
| 7   | Jean-Yves Hasselin     | PRB/Solo Nantes           | FRA     | 153d 05h 14m 00s                                 |
| DNF | Bernard Gallay         | Vuarnet Watches           | SUI     | problemy z olinowaniem                           |
| DNF | Vittorio Malingri      | Everlast/Neil Pryde Sails | ITA     | utrata steru                                     |
| DNF | Bertrand de Broc       | Groupe LG                 | FRA     | problemy z kilem (Nowa Zelandia)                 |
| DNF | Alan Wynne-Thomas      | Cardiff Discovery         | GBR     | problemy medyczne (Hobart)                       |
| DNF | Loïck Peyron           | Fujicolor III             | FRA     | awaria żaglii (Les Sables-d’Olonne)              |
| DNF | Thierry Arnaud         | Maître Coq/Le Monde       | FRA     | nieprzygotowany (Les Sables-d’Olonne)            |
| DNF | Nigel Burgess          | Nigel Burgess Yachts      | GBR     | zaginął na morzu                                 |
| DNF | Mike Plant             | Duracell                  | USA     | zaginął na morzu przy starcie (Zatoka Biskajska) |

#### Vendée Globe 1996/1997
- Start: 3 grudnia 1996
- Uczestnicy: 16 jachtów, 6 ukończyło
- Meta: 17 lutego 1997 (pierwszy na mecie)

| #   | Skiper              | Jacht                 | Bandera  | Czas                        |
| --- | ------------------- | --------------------- | -------- | --------------------------- |
| 1   | Christophe Auguin   | Geodis                | FRA      | 105d 20h 31m                |
| 2   | Marc Thiercelin     | Crédit Immobilier     | FRA      | 113d 08h 26m                |
| 3   | Hervé Laurent       | Groupe LG-Traitmat    | FRA      | 114d 16h 43m                |
| 4   | Eric Dumont         | Café Legal-Le Goût    | FRA      | 116d 16h 43m                |
| 5   | Pete Goss           | Aqua Quorum           | GBR      | 126d 21h 25m                |
| 6   | Catherine Chabaud   | Whirlpool-Europe 2    | FRA      | 140d 04h 38m                |
| DNF | Isabelle Autissier  | PRB                   | FRA      | uszkodzony ster             |
| DNF | Yves Parlier        | Aquitaine Innovations | FRA      | uszkodzony ster             |
| DNF | Bertrand de Broc    | Pommes Rhône Alpes    | FRA      | wywrotka                    |
| DNF | Tony Bullimore      | Exide Challenger      | GBR      | wywrotka                    |
| DNF | Thierry Dubois      | Amnesty International | FRA      | wywrotka                    |
| DNF | Nándor Fa           | Budapest              | HUN      | zderzenie                   |
| DNF | Didier Munduteguy   | Club 60è Sud          | FRA      | pozbawiony masztu           |
| DNF | Raphaël Dinelli     | Algimouss             | FRA      | wywrotka                    |
| DNF | Patrick de Radiguès | Afibel                | BEL      | wyrzucony na brzeg/mieliznę |
| DNF | Gerry Roufs         | Groupe LG2            | CAN/ FRA | zaginął na morzu            |

#### Vendée Globe 2000/2001
- Start 5 grudnia 2000
- Uczestnicy: 24 jachtów, 15 ukończyło
- Meta: 6 lutego 2001 (pierwszy na mecie)

| #   | Skiper               | Jacht                    | Bandera  | Czas                        |
| --- | -------------------- | ------------------------ | -------- | --------------------------- |
| 1   | Michel Desjoyeaux    | PRB                      | FRA      | 093d 03h 57m                |
| 2   | Ellen MacArthur      | Kingfisher               | GBR      | 094d 04h 25m                |
| 3   | Roland Jourdain      | Sill Matines La potagère | FRA      | 096d 01h 02m                |
| 4   | Marc Thiercelin      | Active Wear              | FRA      | 102d 20h 37m                |
| 5   | Dominic Wavre        | Union bancaire Privée    | SUI      | 105d 02h 45m                |
| 6   | Thomas Coville       | Sodébo                   | FRA      | 105d 07h 24m                |
| 7   | Mike Golding         | Team Group 4             | GBR      | 110d 16h 22m                |
| 8   | Bernard Gallay       | Voilà.fr                 | FRA/ SUI | 111d 16h 07m                |
| 9   | Josh Hall            | Gartmore                 | GBR      | 111d 19h 48m                |
| 10  | Joé Seeten           | Chocolats du Monde       | FRA      | 115d 16h 46m                |
| 11  | Patrice Carpentier   | VM Matériaux             | FRA      | 116d 00h 32m                |
| 12  | Simone Bianchetti    | Aquarelle.com            | ITA      | 121d 01h 28m                |
| 13  | Yves Parlier         | Aquitaine Innovations    | FRA      | 126d 23h 36m                |
| 14  | Didier Munduteguy    | DDP/60è Sud              | FRA      | 135d 15h 17m                |
| 15  | Pasquale de Gregorio | Wind Telecommunicazioni  | ITA      | 158d 02h 37m                |
| DNF | Catherine Chabaud    | Whirlpool                | FRA      | utrata masztu               |
| DNF | Thierry Dubois       | Solidaires               | FRA      | problemy z elektryką        |
| DNF | Raphaël Dinelli      | Sogal Extenso            | FRA      | uszkodzony ster             |
| DNF | Fedor Konioukhov     | Modern Univ./Humanities  | RUS      | wycofany                    |
| DNF | Javier Sanso         | Old Spice                | ESP      | wycofany                    |
| DNF | Eric Dumont          | Euroka Services          | FRA      | uszkodzony ster             |
| DNF | Richard Tolkien      | bd.                      | GBR      | uszkodzenie takielunku      |
| DNF | Bernard Stamm        | Armor-Lux/foies Gras     | SUI      | problemy ze sterowaniem     |
| DNF | Patrick de Radiguès  | Libre Belgique           | BEL      | wyrzucony na brzeg/mieliznę |

#### Vendée Globe 2004/2005
- Start: 7 grudnia 2004
- Uczestnicy: 20 jachtów, 13 ukończyło
- Meta: 2 lutego 2005, godz. 2249 (pierwszy na mecie)

| #   | Skiper             | Jacht                     | Bandera  | Czas                                |
| --- | ------------------ | ------------------------- | -------- | ----------------------------------- |
| 1   | Vincent Riou       | PRB                       | FRA      | 087d 10h 47m 55s                    |
| 2   | Jean Le Cam        | Bonduelle                 | FRA      | 087d 17h 20m 08s                    |
| 3   | Mike Golding       | Ecover                    | GBR      | 088d 15h 15m 13s                    |
| 4   | Dominique Wavre    | Temenos                   | SUI      | 092d 17h 13m 20s                    |
| 5   | Sébastien Josse    | VMI                       | FRA      | 093d 00h 02m 10s                    |
| 6   | Jean-Pierre Dick   | Virbac-Paprec             | FRA      | 098d 03h 49m 38s                    |
| 7   | Conrad Humphreys   | Hellomoto                 | GBR      | 104d 14h 32m 24s                    |
| 8   | Joé Seeten         | Arcelor Dunkerque         | FRA      | 104d 23h 02m 45s                    |
| 9   | Bruce Schwab       | Ocean Planet              | USA      | 109d 19h 58m 57s                    |
| 10  | Benoît Parnaudeau  | Max Havelaar/Best Western | FRA/ CAN | 116d 01h 06m 54s                    |
| 11  | Anne Liardet       | ROXY                      | FRA      | 119d 05h 28m 40s                    |
| 12  | Raphaël Dinelli    | AKENA Vérandas            | FRA      | 125d 04h 07m 14s                    |
| 13  | Karen Leibovici    | Benefic                   | FRA      | 126d 08h 02m 20s                    |
| DNF | Marc Thiercelin    | Pro-Form                  | FRA      | wycofany (Nowa Zelandia)            |
| DNF | Roland Jourdain    | Sill Véolia               | FRA      | wycofany                            |
| DNF | Alex Thomson       | Hugo Boss                 | GBR      | wycofany (Przylądek Dobrej Nadziei) |
| DNF | Patrice Carpentier | VM Matériaux              | FRA      | wycofany                            |
| DNF | Nick Moloney       | Skandia                   | AUS      | wycofany (Ocean Atlantycki)         |
| DNF | Hervé Laurent      | UUDS                      | FRA      | wycofany (Ocean Atlantycki)         |
| DNF | Norbert Sedlacek   | Brother                   | AUT      | wycofany (Przylądek Dobrej Nadziei) |

#### Vendée Globe 2008/2009
- Start: 9 grudnia 2008, godz. 1302
- Uczestnicy: 30 jachtów, 11 ukończyło
- Meta: 2 lutego 2009, godz. 1611 (pierwszy na mecie)

| #   | Skiper                 | Jacht                      | Bandera | Czas                                                                            |
| --- | ---------------------- | -------------------------- | ------- | ------------------------------------------------------------------------------- |
| 1   | Michel Desjoyeaux      | Fonica                     | FRA     | 084d 03h 09m 08s (rekord świata)                                                |
| 2   | Armel Le Cleac'h       | Britair                    | FRA     | 089d 09h 39m 35s                                                                |
| 3   | Marc Guillemot         | Safran                     | FRA     | 095d 03h 19m 36s                                                                |
| 3   | Vincent Riou           | PRB                        | FRA     | 2008-01-07 ratuje Jean Le Cam, pozbawiony masztu (orzeczenie jury – 3. miejsce) |
| 4   | Samantha Davies        | ROXY                       | GBR     | 095d 04h 39m 01s                                                                |
| 5   | Brian Thompson         | Bahrajn Team Pindar        | GBR     | 098d 20h 29m 55s                                                                |
| 6   | Dee Caffari            | Aviva                      | GBR     | 099d 01h 10m 57s                                                                |
| 7   | Arnaud Boissières      | Akena Verandas             | FRA     | 105d 02h 33m 50s                                                                |
| 8   | Steve White            | Toe In The Water           | GBR     | 109d 00h 36m 55s                                                                |
| 9   | Rich Wilson            | Great American III         | USA     | 121d 00h 41m 19s                                                                |
| 10  | Raphaël Dinelli        | Fondation Ocean Vital      | FRA     | 125d 02h 32m 34s                                                                |
| 11  | Norbert Sedlace        | Nauticsport-Kapsch         | AUT     | 126d 05h 31m 56s                                                                |
| DNF | Unai Basurko           | Pakea Bizkaia              | ESP     | wada urządzeń sterowych (Przylądek Dobrej Nadziei)                              |
| DNF | Yannick Bestaven       | Energies Autour du Monde   | FRA     | pozbawiony masztu (Zatoka Biskajska)                                            |
| DNF | Jérémie Beyou          | Delta Dore                 | FRA     | uszkodzony osprzęt (Równik)                                                     |
| DNF | Kito de Pavant         | Groupe Bel                 | FRA     | pozbawiony masztu (Zatoka Biskajska)                                            |
| DNF | Jean-Baptiste Dejeanty | Groupe Maisonneuve         | FRA     | wadliwe fały i rozbity auto-pilot (Przylądek Leeuwin)                           |
| DNF | Jean-Pierre Dick       | Paprec-Virbac 2            | FRA     | zgubiony ster (Pacyfik)                                                         |
| DNF | Yann Eliès             | Generali                   | FRA     | złamana kość udowa (Przylądek Leeuwin)                                          |
| DNF | Mike Golding           | Ecover 3                   | GBR     | pozbawiony masztu (Przylądek Leeuwin)                                           |
| DNF | Derek Hatfield         | Algimouss Spirit of Canada | CAN     | złamane salingi (Pacyfik)                                                       |
| DNF | Sébastien Josse        | BT                         | FRA     | rozbity system steru (Pacyfik)                                                  |
| DNF | Roland Jourdain        | Veolia Environnement       | FRA     | zgubiony kil (Atlantyk)                                                         |
| DNF | Jean Le Cam            | VM Matériaux               | FRA     | zgubiony kil i wywrotka (Przylądek Horn)                                        |
| DNF | Jonny Malbon           | Artemis                    | GBR     | rozwarstwiony grotżagiel (Pacyfik)                                              |
| DNF | Loïck Peyron           | Gitana Eighty              | FRA     | pozbawiony masztu (Wyspy Kerguelena)                                            |
| DNF | Bernard Stamm          | Cheminées Poujoulat        | SUI     | osiadł na mieliźnie (Wyspy Kerguelena)                                          |
| DNF | Marc Thiercelin        | DCNS                       | FRA     | pozbawiony masztu (Zatoka Biskajska)                                            |
| DNF | Alex Thomson           | Hugo Boss                  | GBR     | popękany kadłub (Zatoka Biskajska)                                              |
| DNF | Dominique Wavre        | Temenos                    | SUI     | uszkodzony kil (Wyspy Kerguelena)                                               |

#### Vendée Globe 2012/2013
- Start: 10 listopada 2012, godz. 1300
- Uczestnicy: 20 jachtów, 11 ukończyło
- Meta: 27 stycznia 2013, godz. 1518 (pierwszy na mecie)

| #   | Skiper                  | Jacht                                      | Bandera  | Czas                                                           |
| --- | ----------------------- | ------------------------------------------ | -------- | -------------------------------------------------------------- |
| 1   | François Gabart         | MACIF                                      | FRA      | 78d 02h 18m (rekord świata)                                    |
| 2   | Armel Le Cleac'h        | Banque Populaire                           | FRA      | 78d 05h 33m                                                    |
| 3   | Alex Thomson            | Hugo Boss                                  | GBR      | 80d 19h 23m                                                    |
| 4   | Jean-Pierre Dick        | Virbac-Paprec 3                            | FRA      | 86d 03h 03m                                                    |
| 5   | Jean Le Cam             | SynerCiel                                  | FRA      | 88d 00h 12m                                                    |
| 6   | Mike Golding            | Gamesa                                     | GBR      | 88d 06h 36m                                                    |
| 7   | Dominique Wavre         | Mirabaud                                   | SUI      | 90d 03h 14m                                                    |
| 8   | Arnaud Boissières       | AKENA Vérandas                             | FRA      | 91d 02h 09m                                                    |
| 9   | Bertrand De Broc        | Votre Nom autour du Monde avec EDM Projets | FRA      | 92d 17h 10m                                                    |
| 10  | Tanguy De Lamotte       | Initiatives-Coeur                          | FRA      | 98d 21h 56m                                                    |
| 11  | Alessandro Di Benedetto | Team Plastique                             | FRA/ ITA | 104d 02h 34m                                                   |
| DNF | Marc Guillemot          | Safran                                     | FRA      | Zgubiony kil (10 listopada)                                    |
| DNF | Kito de Pavant          | Groupe Bel                                 | FRA      | Uderzenie w łódź rybacką (12 listopada)                        |
| DNF | Louis Burton            | Bureau Vallée                              | FRA      | Uderzenie w łódź rybacką (14 listopada)                        |
| DNF | Samantha Davies         | Savéol                                     | GBR      | Utrata masztu (15 listopada)                                   |
| DNF | Jérémie Beyou           | Maître CoQ                                 | FRA      | Problemy z kilem (17 listopada)                                |
| DNF | Zbigniew Gutkowski      | Energa                                     | POL      | Zepsuty autopliot (21 listopada)                               |
| DNF | Vincent Riou            | PRB                                        | FRA      | Uderzenie w niezidentyfikowany obiekt pływający (24 listopada) |
| DNF | Javier Sanso            | ACCIONA 100% EcoPowered                    | ESP      | Utrata kilu, wywrotka (3 lutego)                               |
| DSQ | Bernard Stamm           | Cheminées Poujoulat                        | SUI      | Otrzymanie pomocy                                              |

#### Vendée Globe 2016/2017
- Start: 6 listopada 2016
- Uczestnicy: 29 jachtów, 18 ukończyło
- Meta: 19 stycznia 2017, godz. 16:37 (pierwszy na mecie)

| #   | Skiper               | Jacht                                     | Bandera | Czas                                                                      |
| --- | -------------------- | ----------------------------------------- | ------- | ------------------------------------------------------------------------- |
| 1   | Armel Le Cleac'h     | Banque Populaire VIII §                   | FRA     | 74d 03h 36m 46s (aktualny rekord)                                         |
| 2   | Alex Thomson         | Hugo Boss                                 | GBR     | 74d 19h 35m 15s                                                           |
| 3   | Jérémie Beyou        | Maître CoQ                                | FRA     | 78d 06h 38m 40s                                                           |
| 4   | Jean-Pierre Dick     | StMichel-Virbac §                         | FRA     | 80d 01h 45m 45s                                                           |
| 5   | Yann Eliès           | Quéguiner – Leucémie Espoir               | FRA     | 80d 03h 11m 09s                                                           |
| 6   | Jean Le Cam          | Finistère Mer Vent                        | FRA     | 80d 04h 41m 54s                                                           |
| 7   | Louis Burton         | Bureau Vallée                             | FRA     | 87d 19h 45m 49s                                                           |
| 8   | Nándor Fa            | Spirit Of Hungary                         | HUN     | 93d 22h 52m 09s                                                           |
| 9   | Éric Bellion         | Comme un Seul Homme                       | FRA     | 99d 04h 56m 20s                                                           |
| 10  | Arnaud Boissières    | La Mie Câline                             | FRA     | 102d 20h 24m 09s                                                          |
| 11  | Fabrice Amedeo       | Newrest – Matmut                          | FRA     | 103d 21h 01m 00s                                                          |
| 12  | Alan Roura           | La Fabrique                               | SUI     | 105d 20h 10m 32s                                                          |
| 13  | Rich Wilson          | Great American IV                         | USA     | 107d 00h 48m 18s                                                          |
| 14  | Didac Costa          | One Planet One Ocean                      | ESP     | 108d 19h 50m 45s                                                          |
| 15  | Romain Attanasio     | Famille Mary – Etamine Du Lys             | FRA     | 109d 22h 04m 00s                                                          |
| 16  | Conrad Colman        | Foresight Natural Energy                  | NZL USA | 110d 01h 58m 41s                                                          |
| 17  | Pieter Heerema       | No Way Back §                             | NLD     | 116d 09h 24m 12s                                                          |
| 18  | Sébastien Destremau  | TechnoFirst – FaceOcean                   | FRA     | 124d 12h 38m 18s                                                          |
| DNF | Enda O’Coineen       | Kilcullen Voyager – Team Ireland          | IRL     | dzień 56: Utrata masztu 180 nm SE od New Zealand                          |
| DNF | Paul Meilhat         | SMA                                       | FRA     | dzień 49: problemy z kilem                                                |
| DNF | Thomas Ruyant        | Le Souffle Du Nord Pour Le Projet Imagine | FRA     | dzień 44: uszkodzony kadłub po kolizji                                    |
| DNF | Stéphane Le Diraison | Compagnie Du Lit – Boulogne Billancourt   | FRA     | dzień 41: Utrata masztu 950 mil morskich od Australii                     |
| DNF | Sébastien Josse      | Edmond De Rothschild §                    | FRA     | dzień 30: uszkodzony foli na lewej burcie – Na południe od Australii      |
| DNF | Kito de Pavant       | Bastide Otio                              | FRA     | dzień 30: Uszkodzony kil – na północ od wysp Crozeta                      |
| DNF | Kojiro Shiraishi     | Spirit Of Yukoh                           | JPN     | dzień 27: uszkodzony top masztu – na południe od Przylądka Dobrej Nadziei |
| DNF | Tanguy De Lamotte    | Initiatives-Cœur                          | FRA     | dzień 23: uszkodzony top masztu – na północ od wysp Zielonego Przylądka   |
| DNF | Morgan Lagravière    | Safran §                                  | FRA     | dzień 19: uszkodzony ster – południowy Atlantyk                           |
| DNF | Vincent Riou         | PRB                                       | FRA     | dzień 17: uszkodzony kil – południowy Atlantyk                            |
| DNF | Bertrand De Broc     | MACSF                                     | FRA     | dzień 14: uszkodzony kil                                                  |

#### Vendée Globe 2020/2021
- Start: 8 listopada 2020
- Uczestnicy: 33 jachtów
- Meta:

Vendée Globe 2020/2021.